# 伊斯梅尔·泰米兹
伊斯梅尔·泰米兹（土耳其語：İsmail Temiz，1954年1月8日—），土耳其男子摔跤运动员。他曾代表土耳其参加世界摔跤锦标赛，获得一枚铜牌。他也曾参加1976年和1984年夏季奥林匹克运动会。